# Frank Farrelly
Frank Farrelly (* 26. August 1931; † 10. Februar 2013 in Madison, Wisconsin) war ein  US-amerikanischer Sozialarbeiter (master’s degree), Psychotherapeut sowie Professor für Soziale Arbeit und Psychiatrie aus Madison (Wisconsin) und gilt als der Begründer der Provokativen Therapie in der Psychotherapie.

## Leben
Frank Farrelly wuchs als neuntes von zwölf Kindern auf einer Farm in Missouri auf. Seinen beruflichen Werdegang begann er als Novize in einem katholischen Kloster. Dieses verließ er jedoch vor seinem endgültigen Gelübde und studierte Klinische Sozialarbeit an der Catholic University in Washington, DC. Dort lernte er auch seine spätere Frau June kennen, mit der er vier Kinder hatte.
Mit einer Ausbildung in klientenzentrierter Gesprächspsychotherapie bei Carl Rogers begann seine therapeutische Laufbahn. Dabei begleitete er ein Forschungsprojekt am Mendota Mental Health Hospital in Madison (Wisconsin), wo er mit schizophrenen Patienten arbeitete. Er war von der Arbeit seines Lehrers begeistert und erhielt in den Therapeutenvariablen Empathie und Kongruenz die höchsten Werte. Schon bald begann er jedoch, seinen eigenen Stil zu entwickeln, indem er seine Patienten humorvoll herausforderte. Seine Grundhaltung charakterisierte er als die eines Advocatus Diaboli. Die Provokative Therapie war geboren.
Farrelly hatte selber ambitionierte Ziele. „Ich war auch darauf aus, gerade bei den als hoffnungslos eingeschätzten Patienten einen Durchbruch zu erzielen, denn mit der üblichen Klientel zu arbeiten ist, wie wenn du mit einer Schrotflinte auf Fische im Wasserglas schießt, du kannst sie gar nicht verfehlen.“
Er arbeitete mit schizophrenen, drogenabhängigen und schwer depressiven Patienten ebenso wie mit kriminellen Psychopathen. Seine private Praxis führte er von 1960 bis 1993.
Von 1982 bis 2011 unternahm Frank Farrelly regelmäßig Reisen unter anderem nach Deutschland und Österreich und gab dort Wochenend-Seminare, die sich an Psychotherapeuten, Psychologen und allgemein Interessierte richteten.